# 翟一我
翟一我（1921年12月19日—2007年11月15日），中国英语翻译家，记者，版权专家。

## 生平
翟一我学生时代曾就读于南开中学、武汉大学。曾在当时燕京大学的入学考试中取得第一名。
先后在上海大公报和文汇报任记者。中共占领上海前夕，她获悉时任上海市长的吴国桢将要逃离上海，立即同一名摄影记者前往采访，第一时间独家报道了这条消息，引起了社会各界的震动。
作为一名翻译家，翟一我先后参与翻译并出版了包括挪威剧作家亨利·易卜生的戏剧《傀儡家庭》( 又译《玩偶之家》，或《娜拉》)、《美帝怎样扶日》、《尼克松回忆录》、《同斯大林谈话》等著作，并担任英国培格曼公司出版《邓小平文选》英文版的最终审稿人。

## 相关链接
- 翟一我同志逝世
- 哈佛大学图书检索系统中查到的翟一我的译作[永久]
- 中国现代文学总数目中关于《傀儡家庭》的记录